# Ittenthal
Ittenthal is een plaats en voormalige gemeente in het Zwitserse kanton Aargau en maakt deel uit van het district Laufenburg.
Ittenthal telt 208 inwoners.

## Geschiedenis
Op 1 januari 2010 werd opgeheven en opgenomen in de gemeente Kaisten.

## Externe link

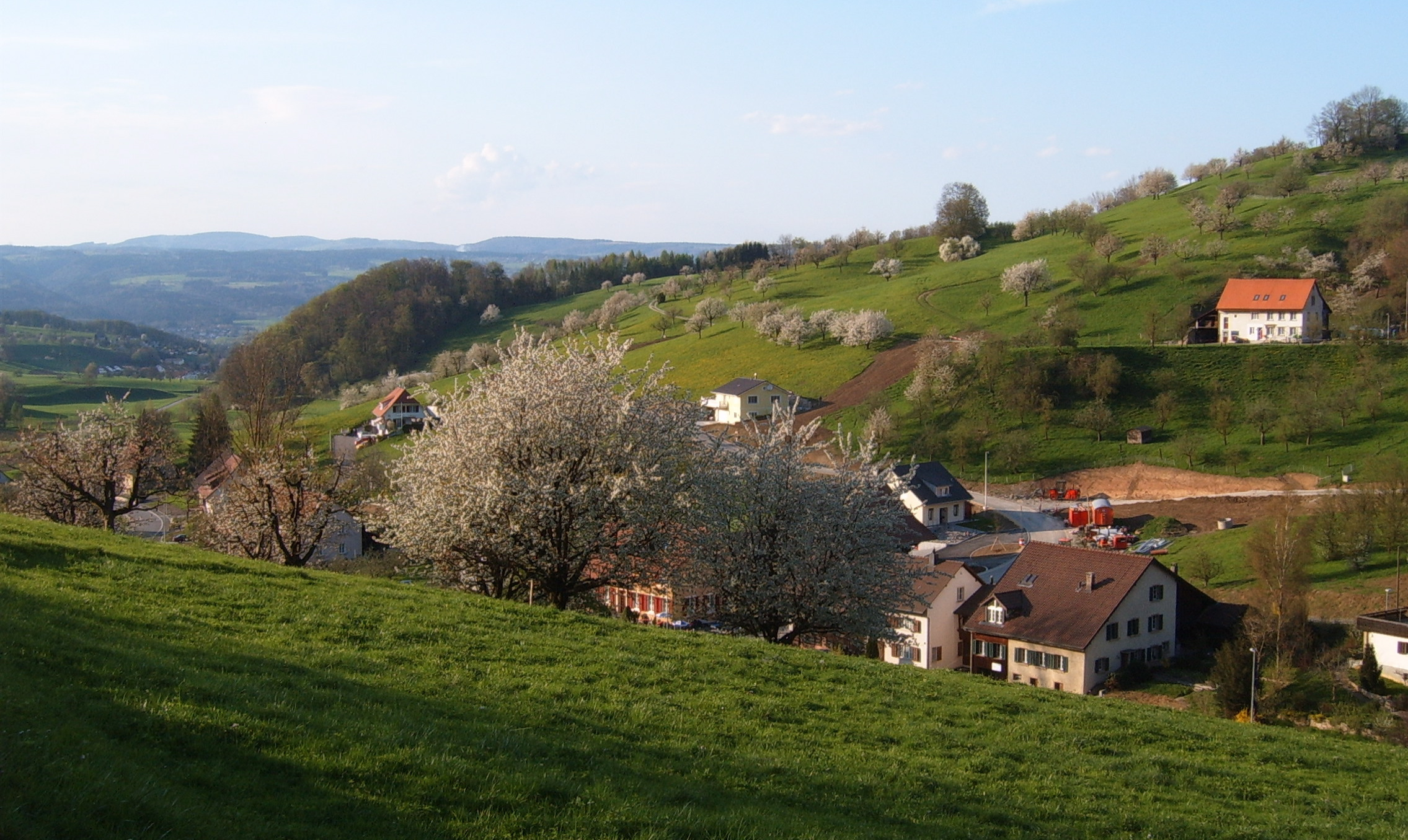
Ittenthal